# Thanh long
Thanh long là trái cây của một vài loài được trồng chủ yếu để lấy quả, thuộc họ Xương rồng, bộ Cẩm chướng. Thanh long là loài thực vật bản địa tại México, các nước Trung Mỹ và Nam Mỹ. Hiện nay, loài cây này cũng được trồng ở các nước trong khu vực Đông Nam Á như Việt Nam, Malaysia, Thái Lan, Philippines, Indonesia (đặc biệt là ở miền tây đảo Java); miền nam Trung Quốc, Đài Loan và một số khu vực khác.

## Loài
Quả của thanh long hiện có ba loại, tất cả đều có vỏ giống như da và có một chút lá. Chúng có tên gọi khoa học như sau:
- Hylocereus undatus thuộc chi Hylocereus, ruột trắng với vỏ hồng hay đỏ.
- Hylocereus costaricensis (đồng nghĩa: Hylocereus polyrhizus) thuộc chi Hylocereus, ruột đỏ với vỏ hồng hay đỏ.
- Hylocereus megalanthus, trước đây được coi là thuộc chi Selenicereus, ruột trắng với vỏ vàng.
- Hylocereus undatus costaricensis thuộc chi Hylocereus, ruột tím hồng với vỏ hồng hay đỏ.

## Thông tin dinh dưỡng

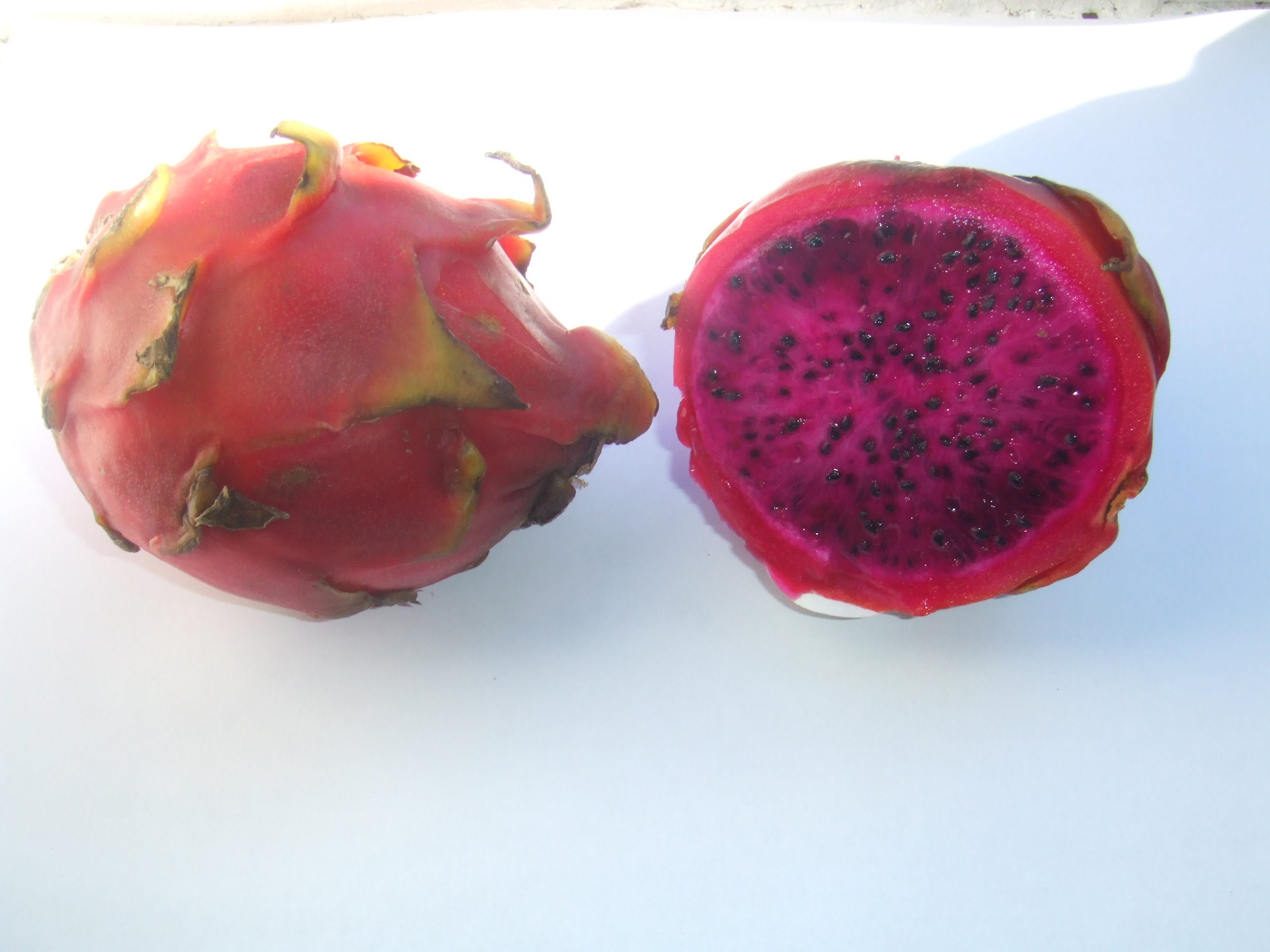
Quả thanh long Hylocereus costaricensis ruột màu tím

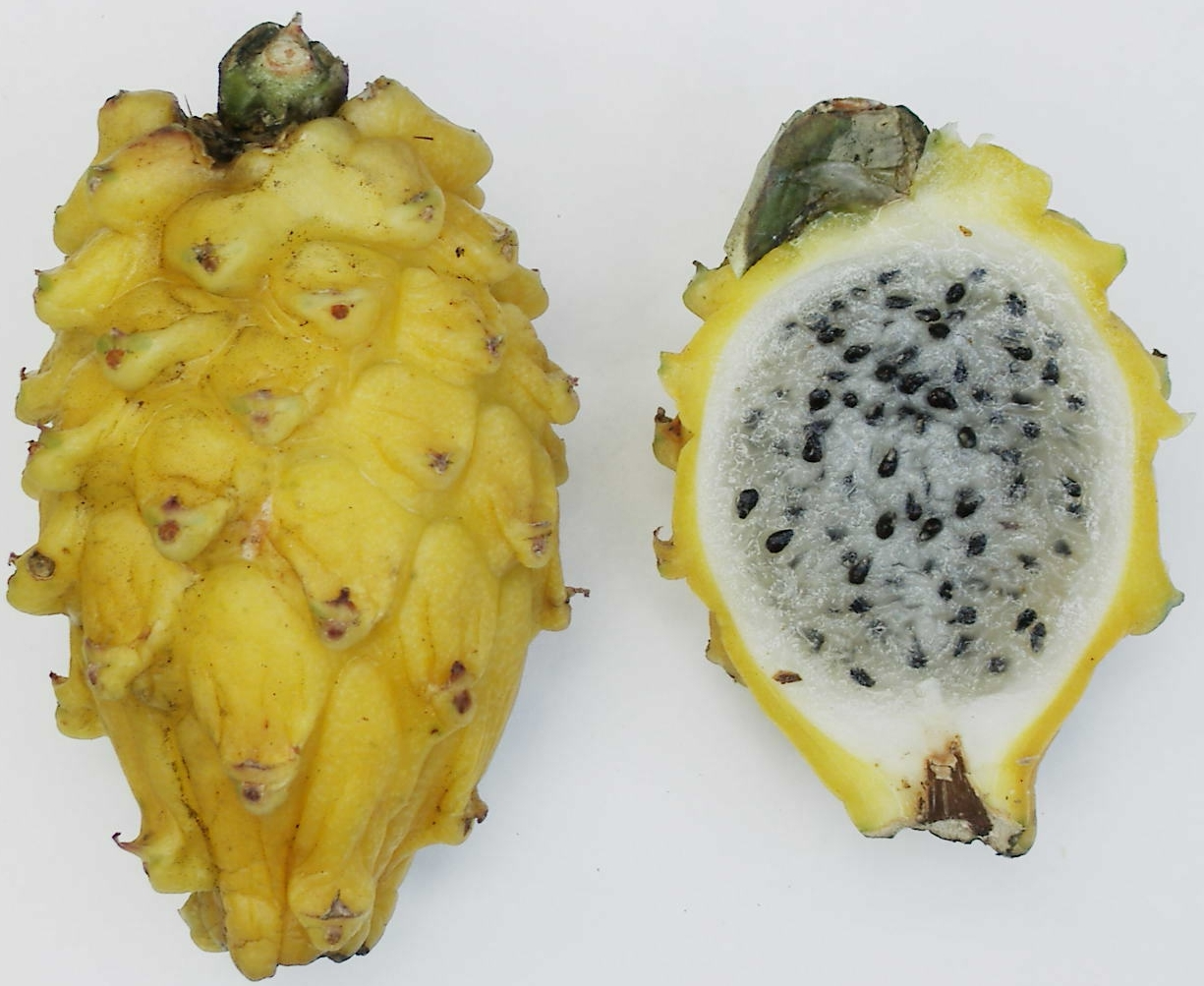
Quả thanh long ruột trắng, vỏ vàng Hylocereus megalanthus

Thành phần axit béo của hai giống thanh long:
|                   | Hylocereus costaricensis (thanh long ruột đỏ) | Hylocereus undatus (thanh long ruột trắng, vỏ đỏ) |
| ----------------- | --------------------------------------------- | ------------------------------------------------- |
| Axit myristic     | 0,2%                                          | 0,3%                                              |
| Axit palmitic     | 17,9%                                         | 17,1%                                             |
| Axit stearic      | 5,49%                                         | 4,37%                                             |
| Axit palmitoleic  | 0,91%                                         | 0,61%                                             |
| Axit oleic        | 21,6%                                         | 23,8%                                             |
| Cis-Axit vaccenic | 3,14%                                         | 2,81%                                             |
| Axit linoleic     | 49,6%                                         | 50,1%                                             |
| Axit linolenic    | 1,2%                                          | 0,98%                                             |

## Trồng tại Việt Nam
Loại ruột trắng vỏ hồng hay đỏ được trồng rộng rãi ở các tỉnh như Bình Thuận, Long An, Tiền Giang v.v. Loại ruột đỏ vỏ đỏ được nghiên cứu và lai tạo bởi Viện Cây Ăn Quả Miền Nam SOFRI (ấp Đông, xã Long Định, huyện Châu Thành, tỉnh Tiền Giang) hiện nay đã được trồng rộng rãi và phổ biến khắp các tỉnh tập trung ở Bình Thuận, Tiền Giang, Long An, Quảng Ngãi... Bên cạnh đó hiện nay giống thanh long ruột tím hồng cũng được nghiên cứu và lai tạo bởi Viện Cây ăn quả miền Nam cũng đã được đưa vào trồng đại trà.

## Hình ảnh

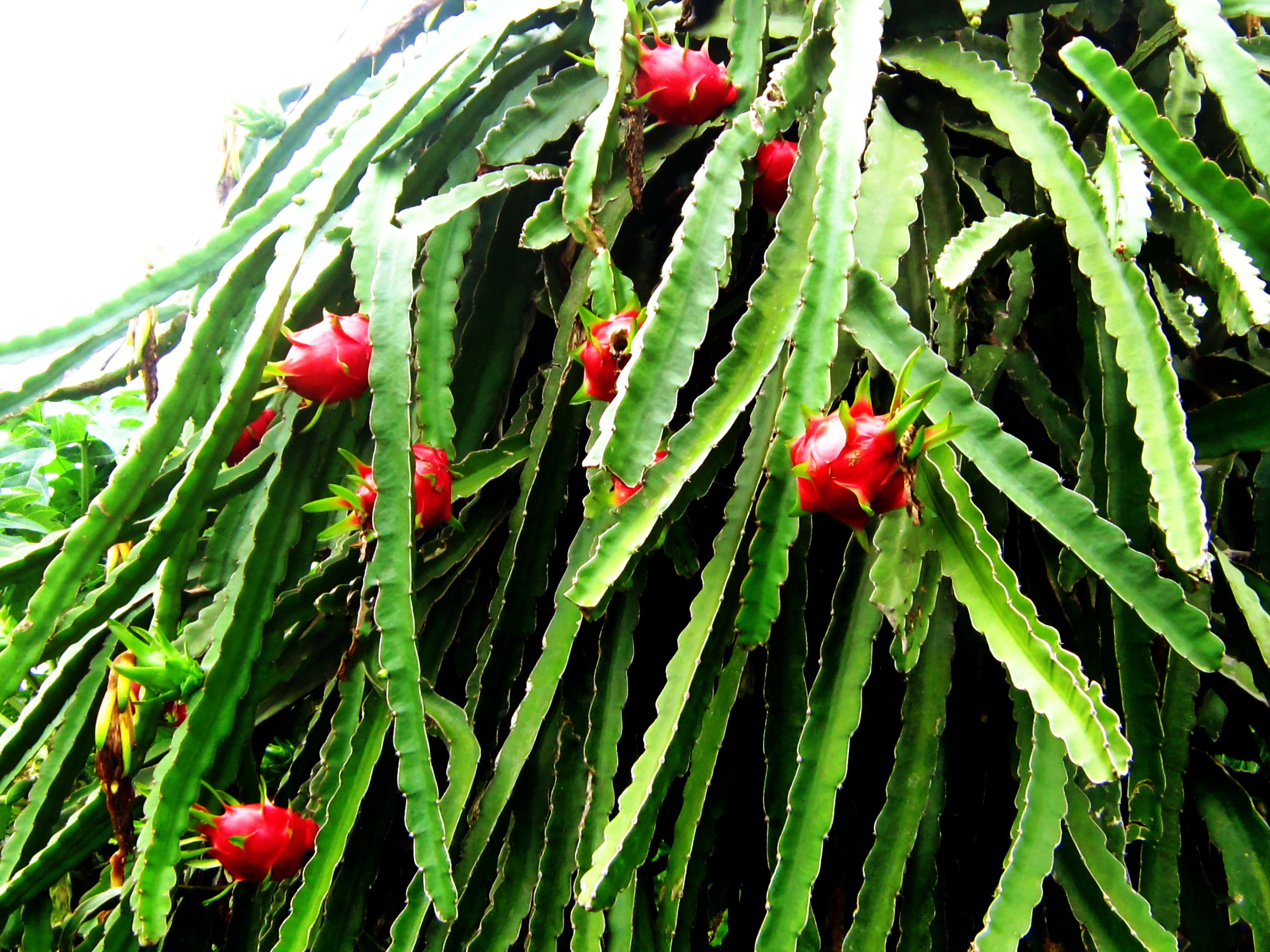
Thanh Long ở Ninh Thuận
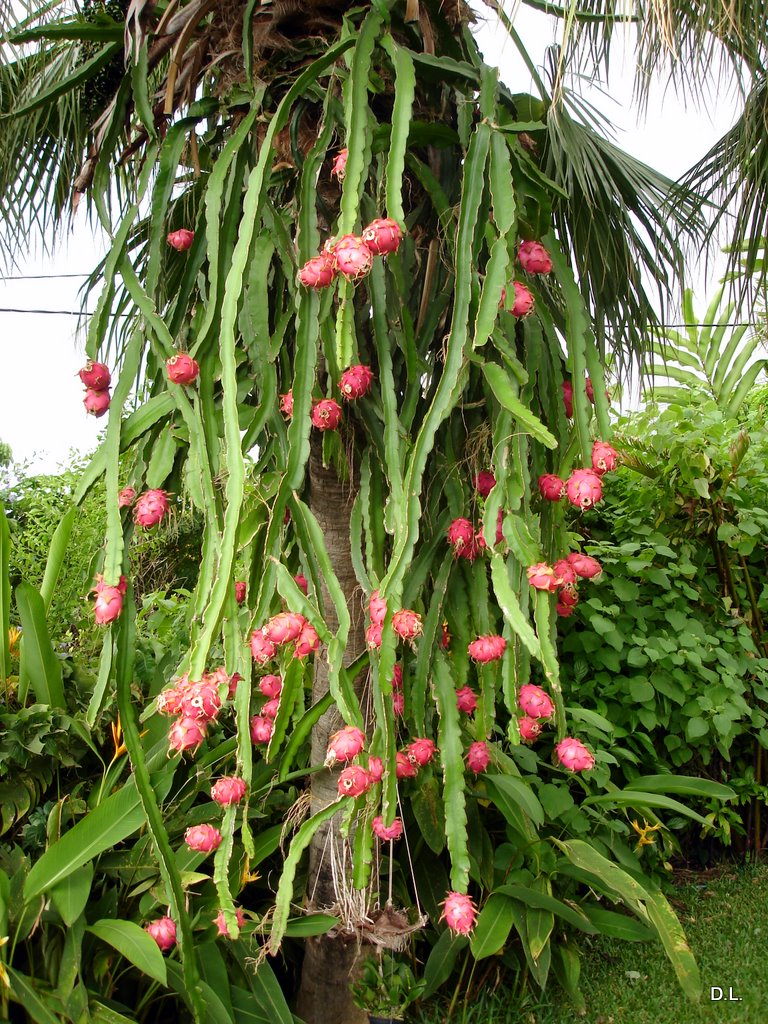
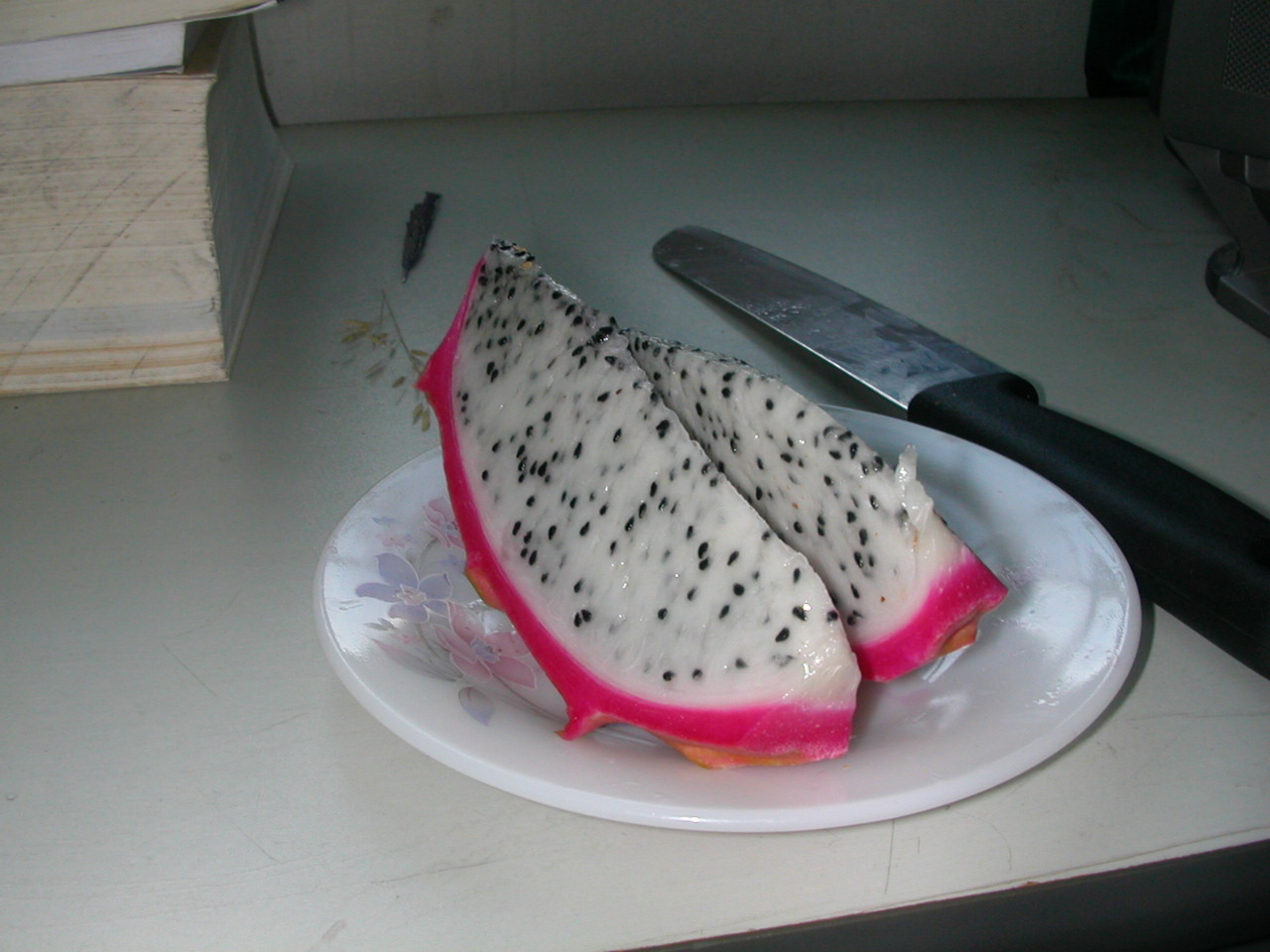
Quả thanh long ở Hà Nội (được cắt ra làm hai)
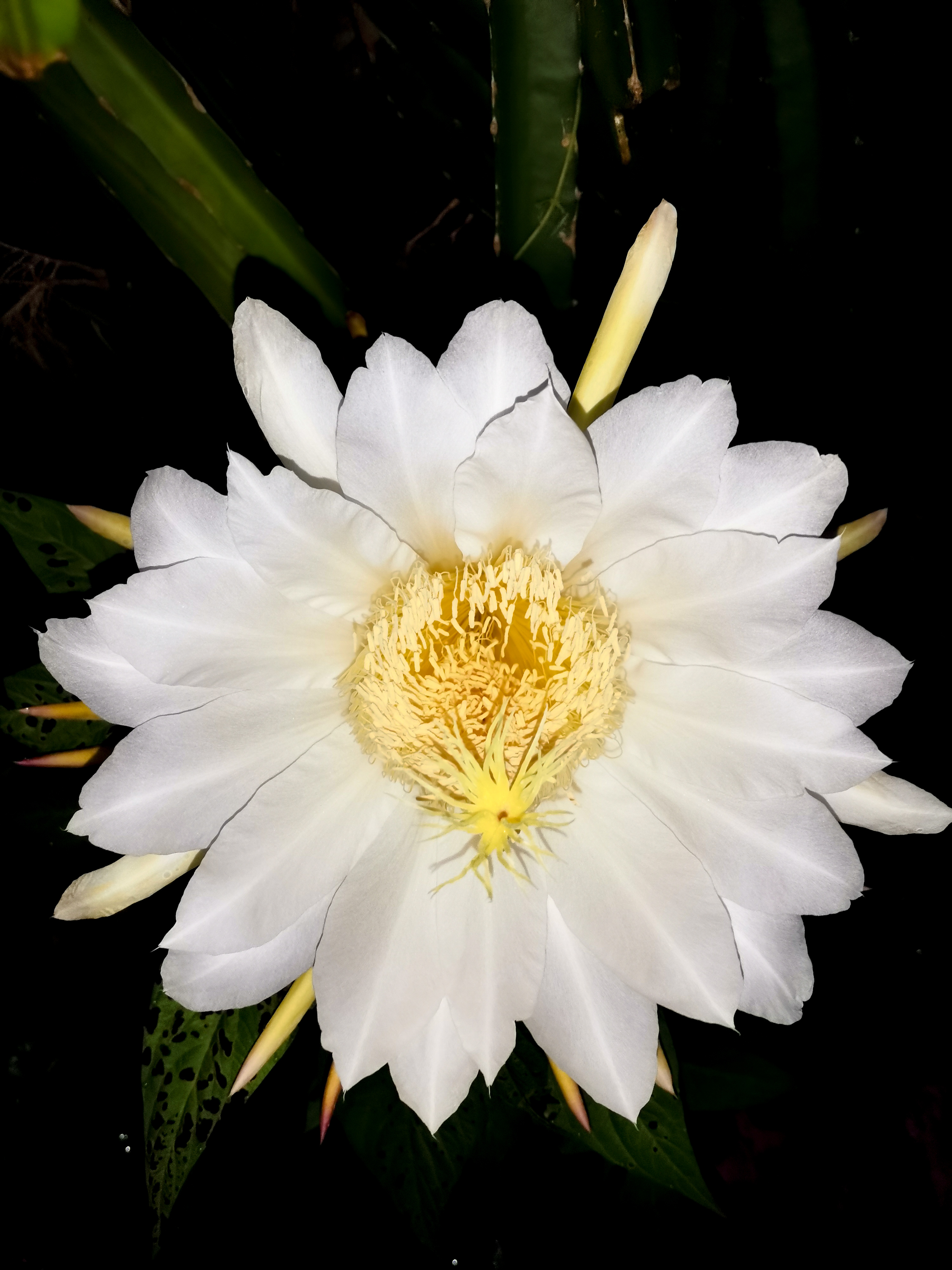
Hoa thanh long trên cây
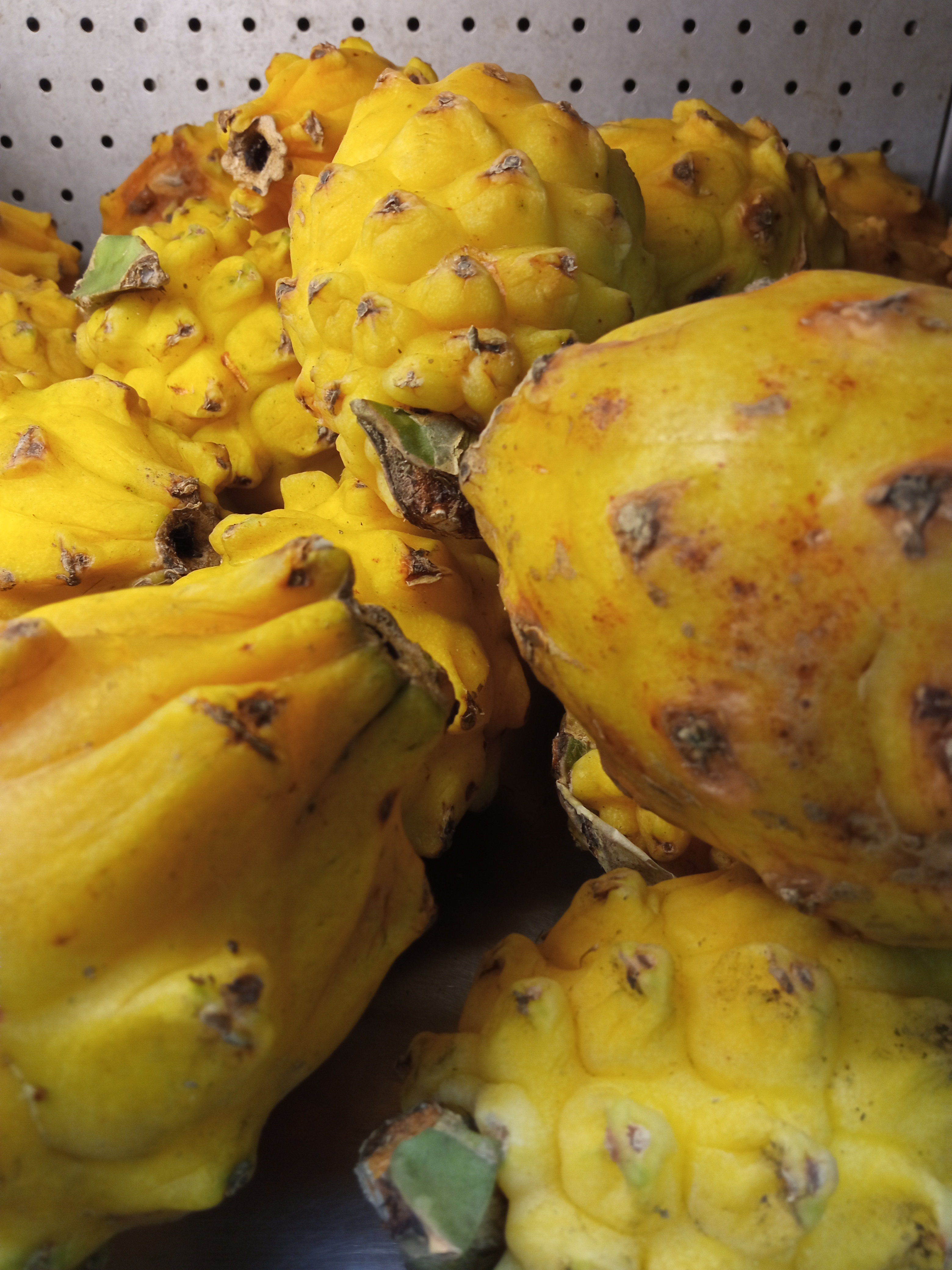
Thanh long vỏ vàng, ruột trắng
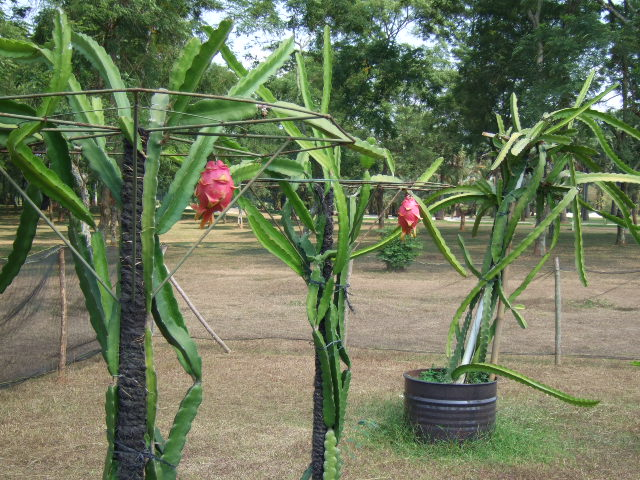
Cây thanh long
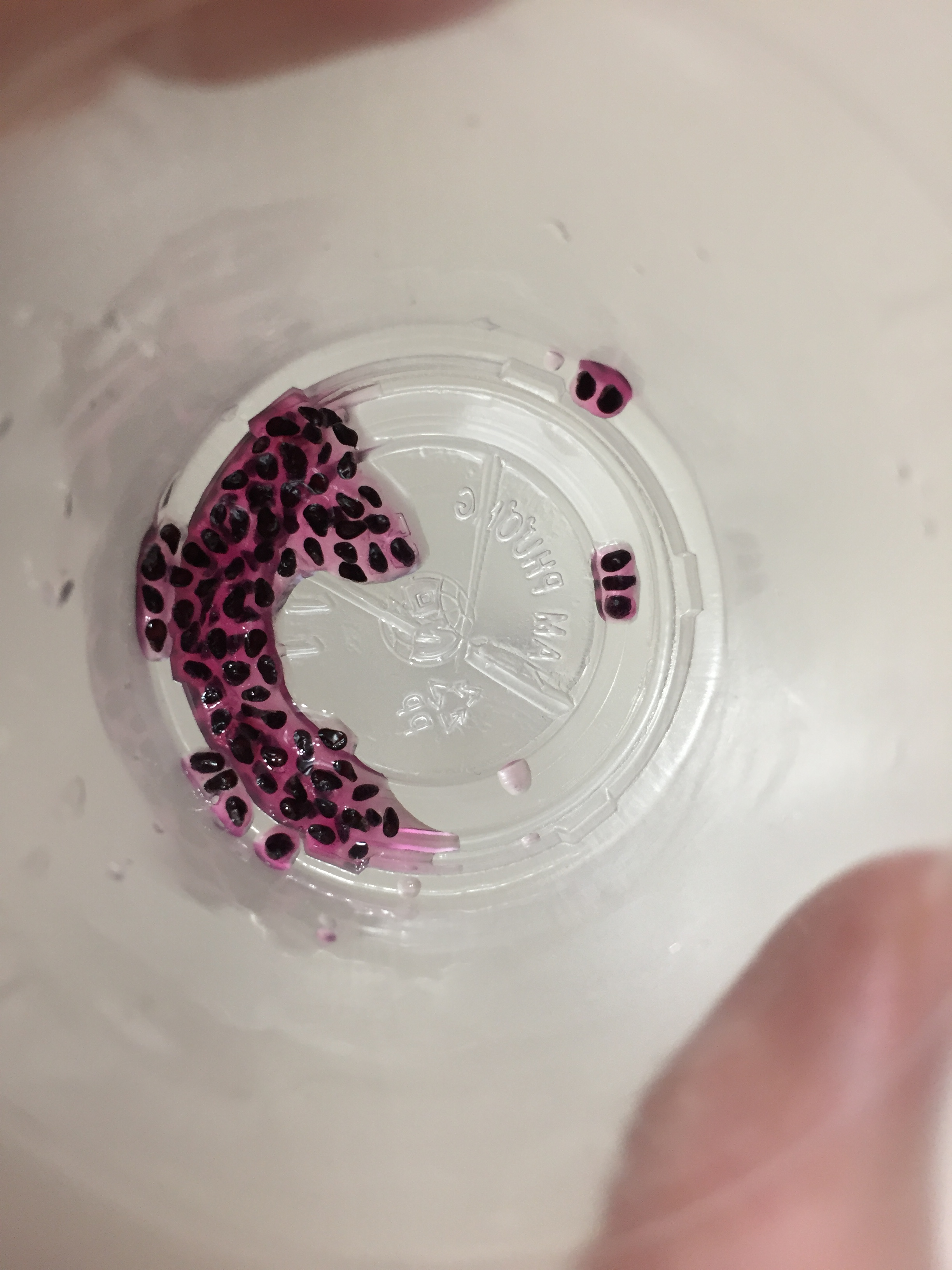
Hạt thanh long (đỏ)
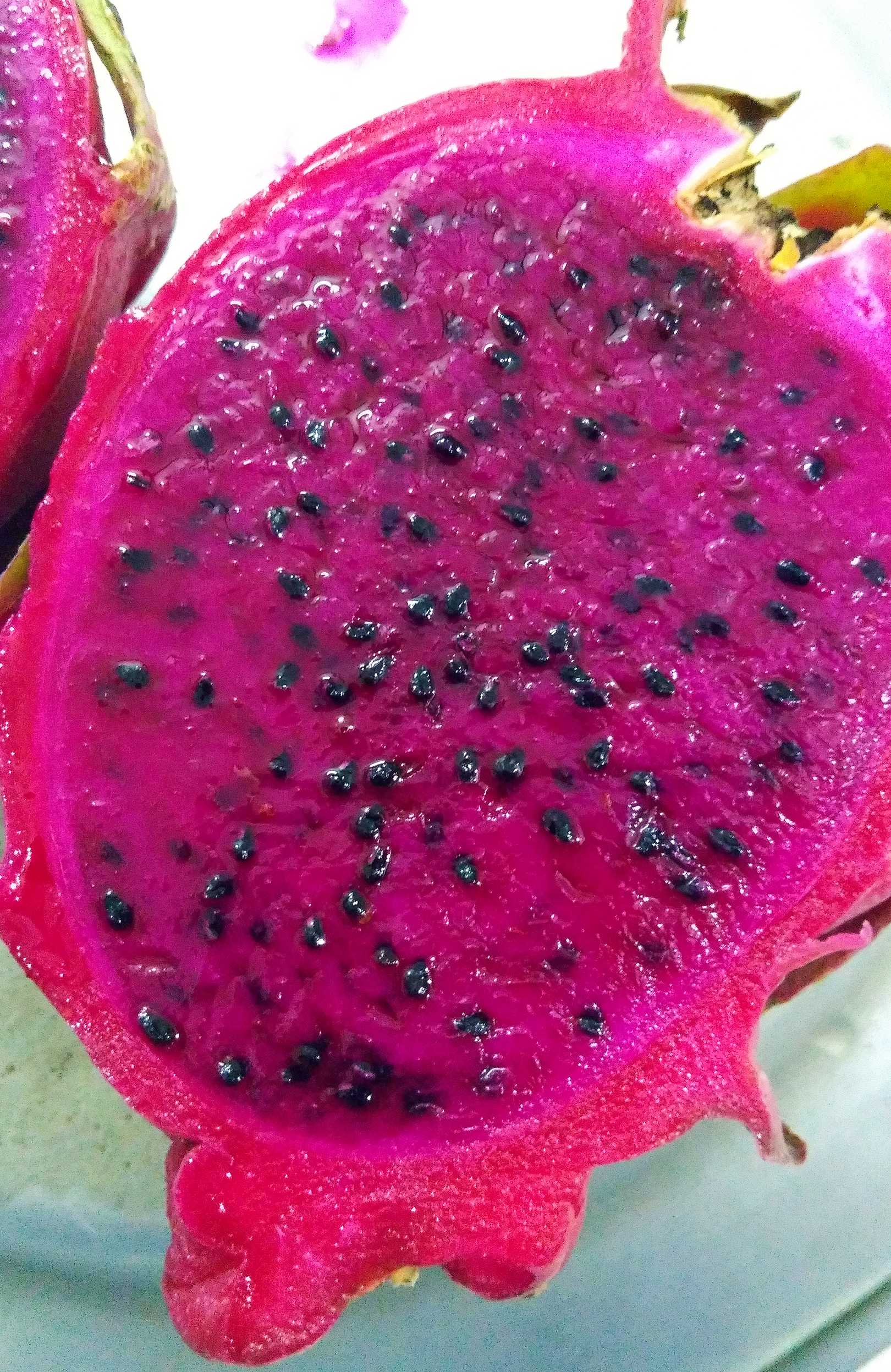
Thanh long đỏ cắt đôi
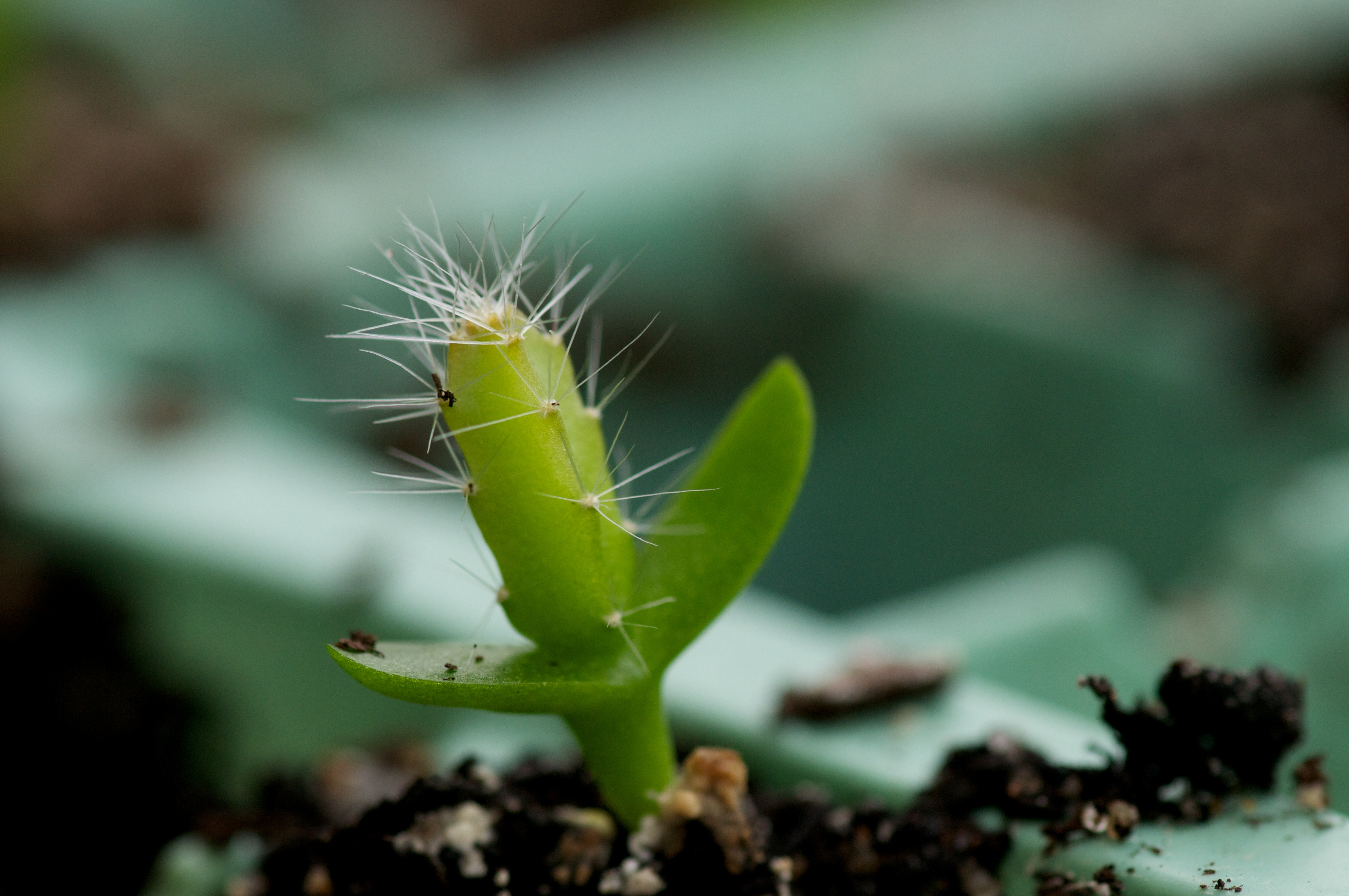
Cây thanh long còn nhỏ